# Tomasz Bohajedyn
Tomasz Bohajedyn (ur. 9 maja 1974 w Bieczu) – polski grafik i rysownik, redaktor polskiej edycji „Le Monde diplomatique”. 
Studia ukończył na Wydziale Historii Uniwersytetu Jagiellońskiego. Kilkanaście lat pracował jako redaktor w Wydawnictwie Ossolineum. Na stałe współpracuje także z „ALBO albo. Problemy psychologii i kultury”, wrocławskim kwartalnikiem kulturalnym „Rita Baum”. Ilustrował również teksty w takich czasopismach, jak „Duży Format” („Gazeta Wyborcza”), „Przekrój”, „Midrasz”, „Ruch Muzyczny” i "Nigdy Więcej". Autor kilku książek graficznych (Kongo, Spaghetti western, Osad, Liga zwalczania śmierci pozornej, Las idzie). Ilustrator książek i twórca opowieści graficznych, w których wykorzystuje motywy z historii Polski, spaghetti westernów i niusów prasowych. Od 2015 roku współpracuje z Wydawnictwem Cztery Strony (m.in. zilustrował i opatrzył komiksem nowe wydanie Jądra ciemności Josepha Conrada).